# Opostega idiocoma
Opostega idiocoma là một loài bướm đêm thuộc họ Opostegidae. Nó được Edward Meyrick miêu tả năm 1918. Nó được tìm thấy ở Natal in Nam Phi.
Con trưởng thành bay vào tháng 1.